# Centro de Interpretación del Tesoro de Guarrazar
El Centro de Interpretación del Tesoro de Guarrazar es un museo situado en el municipio de Guadamur (Toledo), que alberga las réplicas del Tesoro de Guarrazar, coronas, cruces y otros descubrimientos arqueológicos de época visigoda. Las piezas originales encontradas en el yacimiento arqueológico de Guarrazar se exponen actualmente en el Museo Arqueológico Nacional, el Palacio Real y el Museo de Cluny, París (Francia). El Centro de Interpretación expone objetos originales aportados por vecinos del municipio y reproducciones de los hallazgos.

## Descubrimiento del Tesoro de Guarrazar
El 25 de agosto de 1858 se descubrió un conjunto de coronas votivas, cruces, cálices y otras piezas de oro decoradas con piedras preciosas y gemas, ocultas en una arqueta de argamasa antigua a más de 1 metro de profundidad. 
Este tesoro fue descubierto casualmente por Escolástica Morales, una niña (hija de María Pérez, casada posteriormente con Francisco Morales), mientras paseaba con su madre y padrastro por el «camino de Toledo». Al llegar a la altura del paraje de la «fuente de Guarrazar», gracias a unas lluvias torrenciales que habían destapado una losa, vio un objeto brillante en un hueco. Este hueco estaba revestido con hormigón de época romana, y poseía unas dimensiones de 75 cm de ancho y 1,60 m de profundidad. Muchas de las primeras joyas encontradas las vendió Francisco Morales. Las tierras las adquirió, junto con algunas piezas del lote, el profesor francés y amigo de Francisco, A. Herouart. Gran parte del tesoro se vendió a distintos orfebres de Toledo. El diamantista José Navarro consiguió parte de las piezas vendidas a los plateros. Con estas, recompuso parte de las coronas del tesoro. En 1859, se vendieron seis cruces y ocho coronas al gobierno francés. Al conocerse la noticia en España la Comisión Provincial de Monumentos reaccionó, reclamando una investigación judicial, que produjo el inicio de las excavaciones arqueológicas de Guarrazar. Al tiempo, un vecino de la zona, Domingo de la Cruz, encontró una segunda. De este segundo conjunto se entregaron a la reina Isabel II algunas de las piezas como la corona de Suintila.
Mientras tanto, el gobierno para poder reclamar la parte del Tesoro que fue comprado por Francia, decide que se realicen excavaciones en Guarrazar. De esta manera, si encontraban la existencia de alguna antigua iglesia visigoda, las coronas podían ser devueltas a su país de origen, ya que en Francia no se podía realizar la compra y venta de objetos de templos y cementerios.

El 10 de abril comienzan las primeras excavaciones realizadas por la Comisión que estaba formada por el ministerio de Fomento, dos miembros de la Academia de la Historia de Madrid y bajo la dirección José Amador de los Ríos. Al saber del descubrimiento de tales joyas y objetos de gran valor, no tardaron en realizarse búsquedas por parte de los vecinos de la zona. Como consecuencia el terreno quedó en estado ruinoso sin contar con las pérdidas del patrimonio. Esto ha dificultado las excavaciones y el trabajo de limpieza del yacimiento arqueológico en años posteriores.
"Losas de granito, numerosos fragmentos de tejas y ladrillos de no vulgares formas y dimensiones, piedras de construcción, huesos humanos y algunos sillares, revueltos y amontonados en desorden sobre el terreno puesto del lado allá de la linde, manifestaban desde luego que se habían ensayado en aquel sitio repetidas excavaciones, más bien con el afán de arrancar a la tierra escondidos tesoros que con el ilustrado anhelo de pedirle doctas enseñanzas". J. Amador de los Ríos
Finalmente en 1941 seis de las nueve coronas, una de ellas la de Recesvinto, fueron traídas de vuelta a España después de pasar así un siglo en Francia. El regreso de parte del tesoro se debe a que estas joyas podían ser fruto de expolio por los nazis durante la II Guerra Mundial. Las piezas fueron entregadas al Museo Arqueológico Nacional de Madrid donde se exhiben a día de hoy.

## Historia

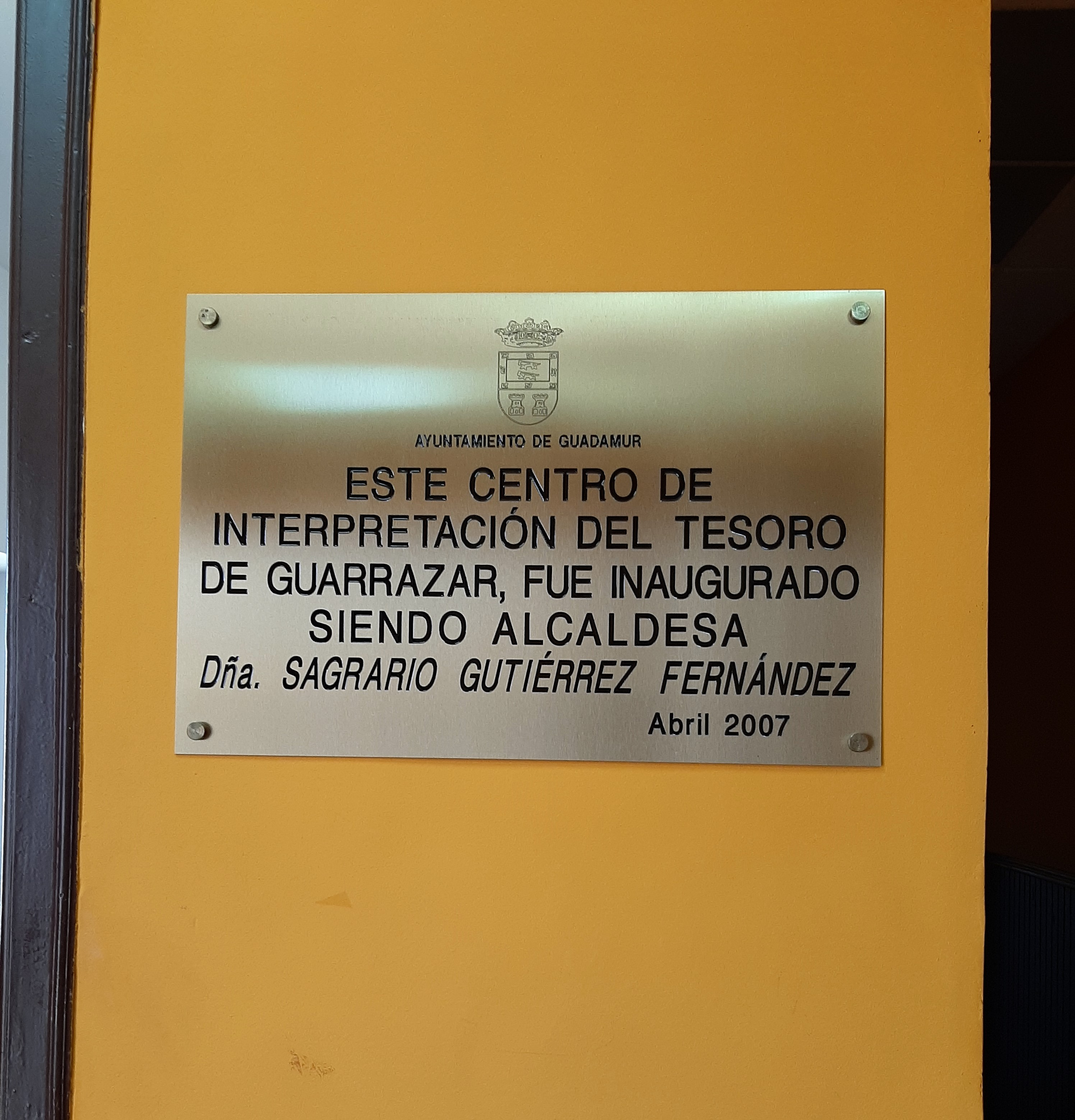
Placa de inauguración del Centro de Interpretación del Tesoro de Guarrazar

El Centro de Interpretación del Tesoro de Guarrazar abrió sus puertas en 2007. Dicho museo se encuentra en la antigua escuela del municipio de Guadamur. En un primer momento el edificio estaba dividido en dos aulas, pero tras una serie de remodelaciones, se han conectado entre sí para poder recibir las visitas al museo. 
Dos años después de su inauguración, con motivo del 150 aniversario del descubrimiento, se realizaron las primeras Jornadas Visigodas con objeto de dar a conocer el Tesoro de Guarrazar a través de réplicas arqueológicas y elementos originales.
Las réplicas fueron encargadas al taller sevillano Marmolejo.  En 2012 se produjo el robo de las seis reproducciones de las coronas, creyendo que se trataba de las originales. A pesar de este hecho, se volvieron a realizar unas nuevas réplicas de las coronas que son las que se exhiben actualmente.

## Colección
Se trata de las réplicas del Tesoro de Guarrazar compuesto por las coronas y cruces votivas. Estas reproducciones están realizadas en latón bañado al oro y repujado decoradas con perlas y cristales. Están realizadas por el orfebre Juan José Marmolejo. Se encuentran además la réplica de la lápida funeraria de Crsipinus, puntas de lanza y una pizarra con inscripciones hispano-visigodas.

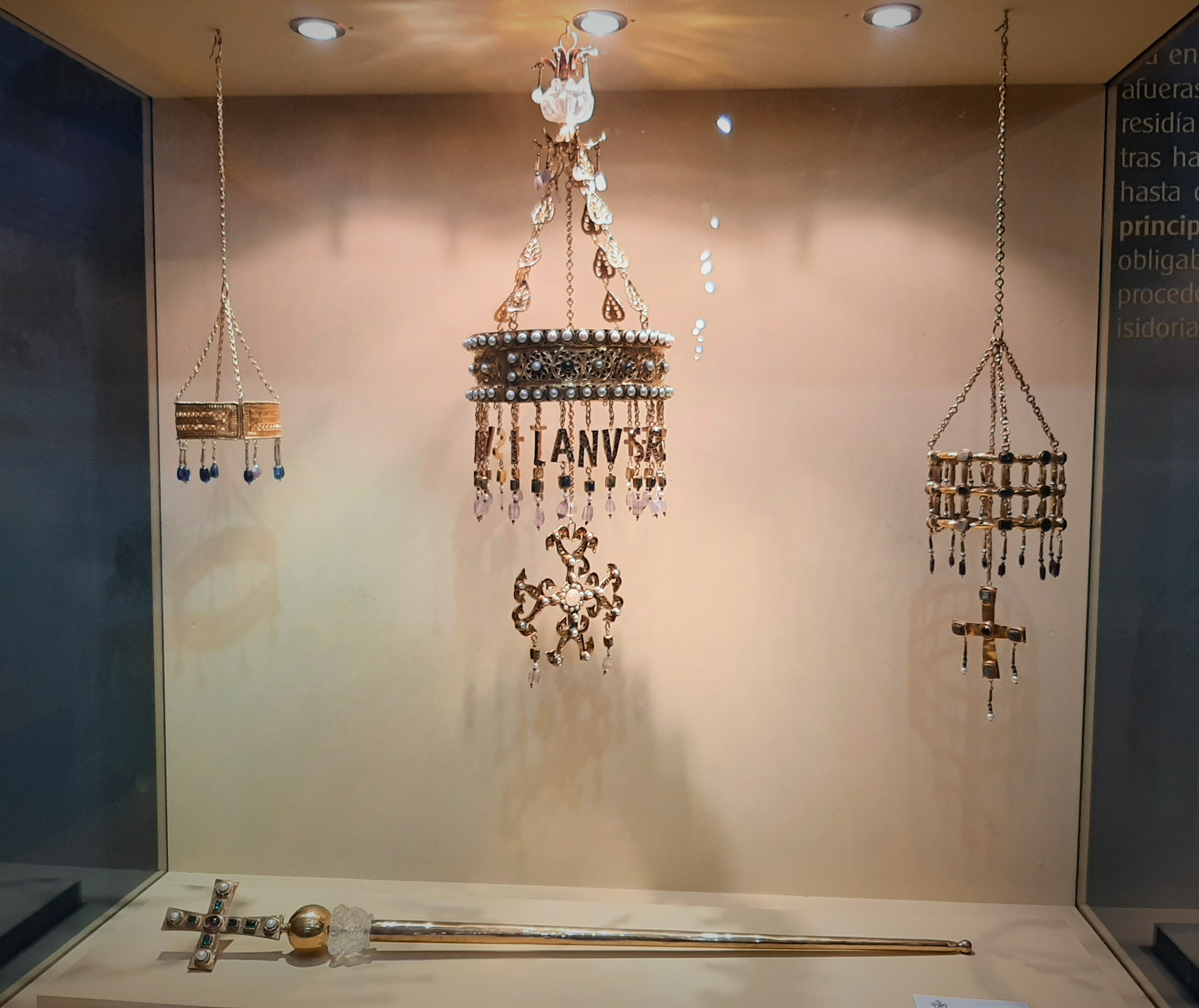
Réplicas de las coronas del Tesoro de Guarrazar

Junto con la réplicas se exponen elementos originales que han llegado al museo por medio de donaciones por parte de los vecinos. Se trata de fragmentos de frisos, capiteles y basas de templos visigodos, además de trozos de cerámica, recipientes y utensilios de uso cotidiano. 
| Punta de lanza              | Hoja de la biblia de Ulfilas              | Hoja de códice con cruz de círculos    | Corona de lámina repujada de Teodosio |
| Hoja de espada              | Tenate de altar                           | Hoja de códice muzárabe con combate    | Corona de Suintila                    |
| Maqueta capilla cementerial | Jarrita eucarística                       | Hoja de códice muzárabe                | Corona de Recesvinto                  |
| Pizarra escrita             | Patena eucarística                        | Corona de lámina repujada con engastes |                                       |
| Capitel visigodo            | Hoja de códice mozárabe con "S" capitular | Corona de lámina repujada sin engastes |                                       |